# Ernst Fraenkel
Ernst Fraenkel (Colonia, 26 de diciembre de 1898; Berlín Occidental, 28 de marzo de 1975) fue un jurista y politólogo germano-estadounidense. Se le considera uno de los «padres» de la ciencia política moderna en la República Federal de Alemania y en Berlín Occidental.
Fraenkel escribió principalmente sobre cuatro sistemas políticos: la República de Weimar, el Estado nazi, los Estados Unidos y la República Federal de Alemania. Sus escritos recopilados se publicaron en siete volúmenes a partir de 1999. «La obra de Ernst Fraenkel se caracteriza por su evolución del socialismo al pluralismo».
Durante la República de Weimar, Fraenkel trabajó como abogado para el movimiento obrero socialista y publicó numerosos artículos, principalmente sobre derecho laboral. Perseguido por los nazis por ser judío y participar en la resistencia, emigró a Estados Unidos, donde completó «El Estado Dual», su interpretación del Estado nazi. El libro se publicó en alemán en 1974 con el título «Der Doppelstaat» y se considera un clásico. Fraenkel desarrolló el principio rector del neopluralismo y fue uno de los fundadores de la teoría democrática de Alemania Occidental. Utilizó sus estudios sobre Estados Unidos para comparar Alemania con las democracias occidentales y para fundamentar analítica y normativamente sus propias ideas sobre la teoría democrática.
En 1963, Fraenkel se convirtió en el primer director del John-F.-Kennedy-Institut für Nordamerikastudien («Instituto John F. Kennedy para Estudios de América del Norte») en la Universidad Libre de Berlín.